# Obarjanje
Obarjanje ali precipitacija je proces oblikovanja trdnine iz raztopine. Ko se reakcija pojavi v tekoči raztopini, se oblikovana trdnina imenuje oborina ali precipitat. Kemikalija, ki povzroči oblikovanje trdnine, se imenuje obarjalno sredstvo ali precipitant. Brez zadostne sile gravitacije, ki bi spojila trdne delce, ostane oborina suspendirana. Po sedimentaciji, še posebej pri centrifugiranju, ki oborino stisne v kompaktno maso, se oborini lahko reče pelet. Obarjanje se lahko uporablja kot sredstvo. Tekočini brez oborine, ki ostane nad trdnino, pravimo supernatant.
Včasih oblikovanje oborine označuje potek kemijske reakcije. Če raztopino srebrovega nitrata (AgNO3) vlijemo v raztopino natrijevega klorida (NaCl), poteče kemijska reakcija, pri kateri nastane bela oborina srebrovega klorida (AgCl). Ko raztopina kalijevega jodida (KI) reagira z raztopino svinčevega(II) nitrata (Pb(NO3)2), nastane rumena oborina svinčevega(II) jodida (PbI2).
Obarjanje lahko nastopi, če koncentracija spojine presega njeno topnost (npr. mešanje topil ali spreminjanje njihove temperature). Obarjanje lahko hitro nastopi v prenasičeni raztopini.
V trdninah obarjanje nastopi, če je koncentracija ene trdnine večja od topnostne meje gostiteljske trdnine, npr. zaradi hitrega spiranja ali
ionske implantacije, in če je temperatura dovolj visoka, da difuzija lahko privede do segregacije v oborine. Obarjanje v trdninah se rutinsko uporablja pri sintezi nanoklastrov.
Pomembna stopnja obarjalnega procesa je pojav nukleacije. Oblikovanje hipotetičnega trdnega delca vključuje oblikovanje fazne meje, ki zahteva nekaj energije na podlagi medfazne energije trdnine in raztopine. Če ta energija ni na voljo in ni primerne površine za nukleacijo, pride do prenasičenja.

## Uporaba
Obarjalne reakcije se lahko uporablja za izdelavo pigmentov, odstranjevanje soli iz vode pri pripravi vode in v klasični anorganski kvalitativni analizi.
Obarjanje je uporabno tudi za izolacijo produktov reakcije pri izolaciji in prečiščenju. Idealno je, če je produkt reakcije netopen v reakcijskem topilu. Tako se obori takoj, ko nastane, po možnosti tvoreč čiste kristale. Primer tega je sinteza porfirinov pri refluksiranju propanojske kisline. S hlajenjem reakcijske zmesi na sobno temperaturo se kristali porfirina oborijo, nakar se jih zbere s filtracijo:
Obarjanje se lahko pojavi tudi, če se doda netopilo (topilo, v katerem produkt ni topen), kar drastično zmanjšanja topnost želenega produkta. Nato se oborino lahko enostavno loči s filtracijo, z dekantiranjem ali s centrifugiranjem. Primer tega je sinteza kromovega tetrafenilporfirinijevega klorida: vodo se doda reakcijski raztopini DMF, nakar se produkt obori. Obarjanje je uporabno tudi pri čiščenju produktov: surov bmim-Cl se raztopi v acetonitrilu, nato pa potopi v etil acetat, kjer se obori. Še ena pomembna uporaba netopila je etanolno obarjanje DNK.
V metalurgiji je obarjanje iz trdne raztopine tudi koristen način za krepitev zlitin; ta proces je znan kot krepitev trdnih raztopin.
Primer obarjalne reakcije: raztopino srebrovega nitrata (AgNO3) se doda raztopini, ki vsebuje kalijev klorid (KCl), pojavi se bela trdna oborina srebrovega klorida (AgCl).
AgNO3(aq) + KCl(aq) → AgCl(s) + KNO3(aq)

Srebrov klorid(AgCl) je oblikoval trdnino, kar zaznamo kot oborino.
To reakcijo lahko zapišemo tudi tako, da poudarimo disociirane ione v sestavljeni raztopini. Taki reakciji pravimo ionska reakcija.
Ag+(aq) + NO3-(aq) + K+(aq) + Cl-(aq) → AgCl(s) + K+(aq) + NO3-(aq)

Zadnjemu načinu, s katerim lahko ponazorimo obarjalno reakcijo, pravimo neto ionske reakcije. V tem primeru se v reakciji neudeleženi ioni ne zapisujejo, kar poenostavi zgornjo reakcijo na:
Ag+ + Cl- → AgCl(s)

## Barve oborin
Številne spojine, ki vsebujejo kovinske ione, dajejo oborine značilnih barv. V nadaljevanju so navedene značilne barve za različne kovine. Vendar pa lahko mnoge od teh dajo zelo drugačno barvo, kot pa je navedeno.
| Zlato       | črna                                                         |
| Krom        | močno zelena, temnozelena, oranžna, vijolična, rumena, rjava |
| Kobalt      | roza                                                         |
| Baker       | modra                                                        |
| Železo(II)  | zelena                                                       |
| Železo(III) | rdečkasto rjava                                              |
| Mangan      | bledo roza                                                   |
| Nikelj      | zelena                                                       |
| Svinec      | rumena                                                       |

Druge spojine načeloma tvorijo bele oborine.

## Anionska in kationska analiza
Nastanek oborine je uporabno pri določanju tipa kationa v soli. Za to alkalijska sol najprej reagira z neznano soljo in tvori oborino, ki je hidroksid neznane soli. Za določitev kationa sta podani barva oborine in njen topnostni presežek. Podobne procese se pogosto uporablja zaporedoma – npr. raztopina barijevega nitrata reagira s sulfatnimi ioni in tvori oborino barijevega sulfata, kar nakazuje na verjetno prisotnost sulfatnih ionov.

## Staranje oborine
Do staranja oborine pride, ko se sveže nastalo oborino pusti pri po navadi visoki temperaturi v raztopini, iz katere se obori. Odraža se v večjih in čistejših delcih. Fizikalnokemijski proces v ozadju tega je Ostwaldovo zorenje.